# Banco di Chiavari e della Riviera Ligure
Il Banco di Chiavari e della Riviera Ligure S.p.A. è stato un istituto di credito italiano, sino a quando è diventato un marchio del Banco BPM, dopo esserlo stato in precedenza dal 27 dicembre 2011 fino al 1º gennaio 2017 del Banco Popolare, che è presente nella Riviera di Levante ligure; è anche un'area con sede a Chiavari della Direzione territoriale Banca Popolare di Lodi, inclusa nell'omonima Divisione.

## Storia

### Fondazione

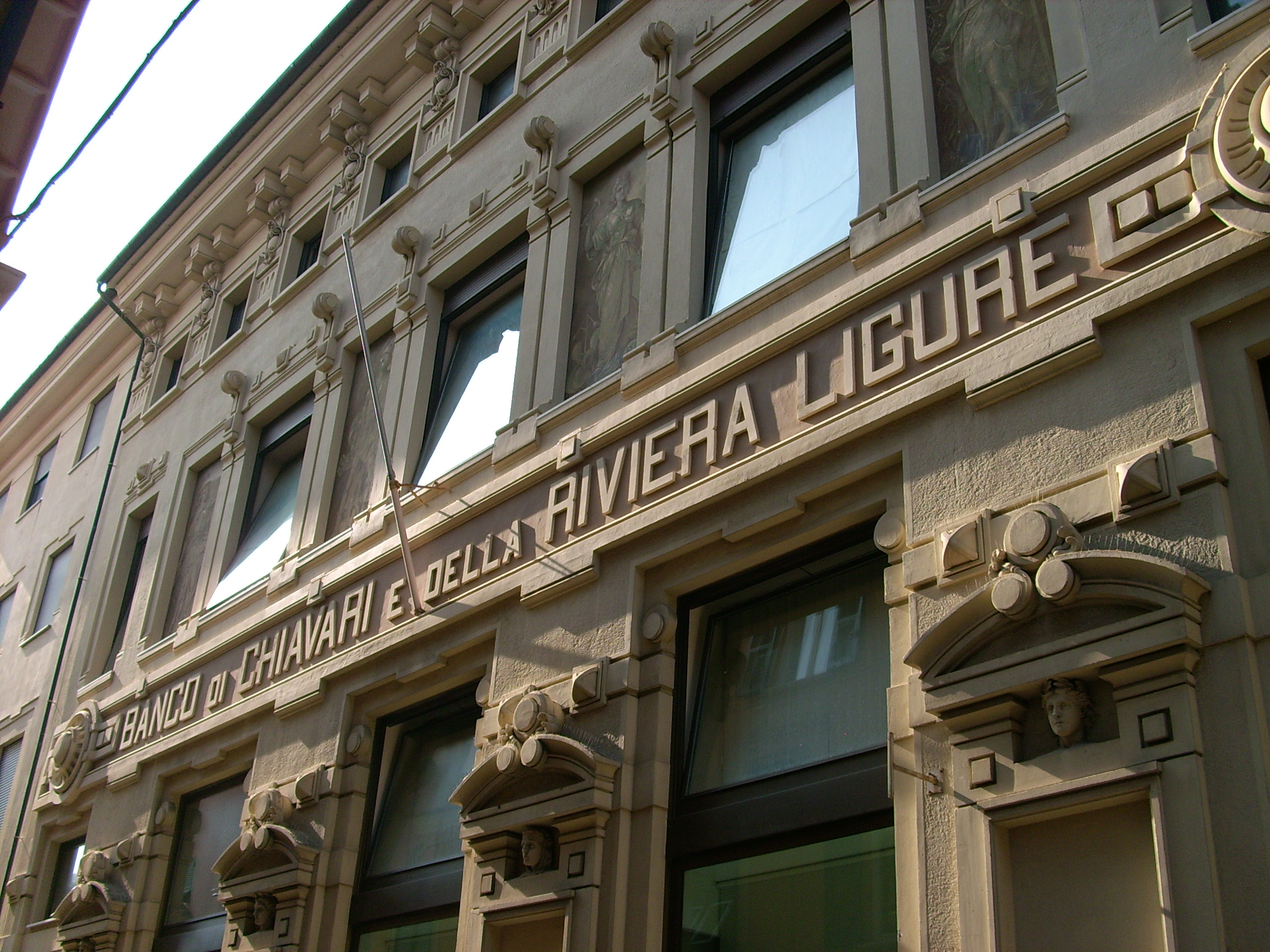
La storica sede del banco a Chiavari

Il Banco di Chiavari e della Riviera Ligure nacque nel 1870 da un gruppo di intraprendenti operatori di Chiavari con il nome di "Banco di Sconto del Circondario di Chiavari", con sede nella stessa cittadina tigullina in provincia di Genova.
La prima data importante è il 1904 quando viene inaugurata la prima filiale del nuovo istituto di credito nella vicina Rapallo alla quale ne seguono altre, tra le quali nel 1909 quella di Varese Ligure, la prima in provincia della Spezia.
Nel 1919 viene aperta la sede di Genova, divenendo da quel momento uno fra i più importanti istituti bancari del capoluogo ligure insediandosi sistematicamente nelle due province.
Storico proprietario del Banco è stato il senatore Nicola Giuseppe Dallorso, che ha mantenuto la presidenza del banco per molti anni, dal 1936 al 1954. Nel frattempo venne mutata la denominazione in Banco di Chiavari e della Riviera Ligure.

### Gruppo Comit
Durante il 1968, in seguito alla morte del Presidente Giovanni Dallorso, figlio di Nicola Giuseppe che era succeduto al padre alla presidenza dell'istituto, il pacchetto di maggioranza delle sue azioni viene acquistato dalla Banca Commerciale Italiana, questo passaggio tuttavia non limitò l'indipendenza dell'istituto di credito infatti mantenne autonomia e sedi dirigenziali a Chiavari ed a Genova e favorì lo sviluppo extra regionale (vennero aperte filiali a Milano, Torino,ecc.) e l'entrata in borsa.
Nel 1978 vi fu l'acquisizione della Banca Galleani che consentì l'insediamento nella provincia di Savona e l'apertura di 11 nuove agenzie.
La sede genovese si trovava nella storica via Garibaldi al civico numero 2 nei locali di Palazzo Pantaleo Spinola, conosciuto anche come Palazzo Gambaro.
Negli anni ottanta nacque anche una squadra di calcio di proprietà del banco e molti dei suoi giocatori vennero assunti come dipendenti.
Nel 2001, a seguito della fusione tra la Banca Commerciale Italiana e la Banca Intesa, anche il Banco di Chiavari entrò a far parte del nuovo gruppo IntesaBCI che nel gennaio 2003 ritornò semplicemente Banca Intesa.

### Acquisizione dalla Banca Popolare di Lodi
Con un acquisto di azioni pari al 69,621% del capitale sociale, nel corso del 2003, il Banco di Chiavari e della Riviera Ligure entra a far parte del Gruppo Bancario Banca Popolare di Lodi Scarl che, nel giugno dello stesso anno, arriva a controllare l'87,26% delle azioni del Banco. Sempre nel corso del 2003 le sue filiali vengono denominate con l'insegna della banca lombarda che l'ha incorporata e scorporata alla controllata Reti Bancarie S.p.A., che è la nuova denominazione del titolo quotato alla Borsa di Milano fino al 2 ottobre 2006 quando in seguito alla fusione del 30 settembre con la Banca Popolare Italiana Scarl, che dal 23 giugno 2005 - in pieno scandalo Bancopoli - è la nuova denominazione della banca lodigiana, viene revocato.
Nel luglio 2007, nell'ambito dell'operazione di fusione tra la Banca Popolare Italiana ed il Banco Popolare di Verona e Novara Scarl dando vita al Banco Popolare Soc.Coop., nasce, a seguito del conferimento del ramo di azienda bancaria della ex Banca Popolare di Lodi, la Banca Popolare di Lodi S.p.A., controllata al 100% dalla nuova capogruppo, nella cui rete ricompare il brand "Banco di Chiavari e della Riviera Ligure".
Nel corso del 2008, è tornato ad esistere il marchio Banco di Chiavari e della Riviera Ligure, tuttavia è stato definitivamente eliminato, quello che è stato il simbolo del Banco per decenni, la Caravella.

### Marchio del Banco BPM
Dal 27 dicembre 2011 al 1º gennaio 2017, nell'ambito del progetto "Grande Banco Popolare", a seguito del perfezionamento della fusione per incorporazione nella capogruppo Banco Popolare Soc.Coop. della Banca Popolare di Lodi S.p.A., è stato un marchio dell'ex gruppo bancario.
In seguito alla fusione tra il Banco Popolare e la Banca Popolare di Milano è un marchio della rete commerciale del Banco BPM che contraddistingue le sue filiali poste in Liguria: nella città metropolitana di Genova e nella Provincia della Spezia